# Kawama Airport
Kawama Airport är en flygplats i Kuba.   Den ligger i provinsen Matanzas, i den nordvästra delen av landet, 110 km öster om huvudstaden Havanna. Kawama Airport ligger 4 meter över havet. Den ligger vid sjön Lagunas de Camacho.
Terrängen runt Kawama Airport är platt. Havet är nära Kawama Airport åt nordost. Runt Kawama Airport är det ganska tätbefolkat, med 124 invånare per kvadratkilometer. Närmaste större samhälle är Cárdenas, 13,8 km sydost om Kawama Airport. Omgivningarna runt Kawama Airport är en mosaik av jordbruksmark och naturlig växtlighet.